# جوليو ألميدا
جوليو ألميدا (بالبرتغالية: Júlio Almeida‏) هو لاعب رماية برازيلي، ولد في 23 سبتمبر 1969 في ريو دي جانيرو في البرازيل.

## وصلات خارجية
- جوليو ألميدا على موقع الاتحاد الدولي (الإنجليزية)
- جوليو ألميدا على موقع أوليمبيديا (الإنجليزية)
- جوليو ألميدا على موقع اللجنة الأولمبية البرازيلية (البرتغالية)